# 波索德亚尔莫格拉
波索德亚尔莫格拉，是西班牙卡斯蒂利亚-拉曼恰瓜达拉哈拉省的一个市镇。总面积17平方公里，总人口161人（2001年），人口密度9人/平方公里。